# ザ・トラッシュメン
ザ・トラッシュメン (The Trashmen) は、アメリカ合衆国のロックバンド。ミネソタ州ミネアポリスで1962年に結成された。グループのオリジナル・ラインアップはリードギター、ヴォーカルのトニー・アンダーソン、ギター、ヴォーカルのダル・ウィンスロー、ドラム、ヴォーカルのスティーヴ・ワーラー、ベースのボブ・リードの4人であった。グループはガレージロックの要素を含んだサーフィン・ミュージックを演奏した。

## "Surfin' Bird"
トラッシュメンの最大のヒット曲は1963年の「サーフィン・バード」であり、同年後半のBillboard Hot 100で4位に到達した。同作はザ・リビングトンズの「The Bird's the Word」と「Papa-Oom-Mow-Mow」を組み合わせた曲であった。初期にプレスされたシングルではトラッシュメン作曲とクレジットされていたが、リビングトンズの弁護士からの警告後はリビングトンズ作曲とクレジットされるようになった。
同曲は後にラモーンズ、ザ・クランプス、シルヴァーチェアー、ピーウィー・ハーマン、エキップ84、ソドム等にカバーされた。また、映画やテレビでもたびたび使用され、スタンリー・キューブリック監督の『フルメタル・ジャケット』、ヴィンス・ヴォーン主演の『ブラザーサンタ』、ジョン・ウォーターズ監督の『ピンク・フラミンゴ』、パソコンゲーム『バトルフィールド ベトナム』で使用された。日本ではソフトバンクのCMに使用された。
「サーフィン・バード」以外のヒット曲としては、「バード・ダンス・ビート」が1964年にアメリカ国内のビルボードで30位を記録し、カナダでもトップ10ヒットとなった。リリースしたシングルは14枚。当時のオリジナル・アルバムは2枚。cd4枚組のボックスセットがサンデイズド・ミュージックからリリースされた。

## 近年
グループは1967年に解散したが、1980年代に再結成した。スティーヴ・ワーラーが1989年に癌で死去し、トニー・アンダーソンの弟、マークがワーラーの代わりのドラマーとなった。リードの息子、ロビンが2009年にツアーメンバーとして加わり、マーク・アンダーソンの代わりに演奏した。
1999年、トラッシュメンはラスベガス・グラインドで演奏を行っている。その後もシカゴ（2007年7月）、スペイン（2007年9月）、シカゴ（2007年11月）ウィスコンシン、クリーブランド（2008年3月）などでコンサートを行っている。2009年にはヨーロッパ・ツアーを行い、ドイツ、オランダ、フランス、スペイン、ベルギー、イタリア、オーストリアを訪れた。2010年にもツアーを行い、ノルウェー、スウェーデン、フィンランドも追加された。
2009年から2010年にかけてヨーロッパでのツアーを行った後、彼らはアメリカでの何回かのコンサートとフェスティバルへの出演を行った。

## ディスコグラフィ

### アルバム
| 年   | アルバム                                          | レーベル | リイシュー      | US 200 |
| ---- | ------------------------------------------------- | -------- | --------------- | ------ |
| 1964 | Surfin' Bird                                      | Garrett  | Sundazed (1995) | 48     |
| 1965 | Bird Dance Beat                                   | Garrett  | Soma (1996±)    |        |
| 1989 | Comic Book Collector                              | NPR      |                 |        |
| 1990 | Live Bird '65-'67                                 | Sundazed |                 |        |
| 1992 | Tube City!: The Best of the Trashmen              | Sundazed |                 |        |
| 1994 | The Great Lost Trashmen Album                     | Sundazed |                 |        |
| 1998 | Bird Call!: The Twin City Stomp of the Trashmen   | Sundazed | (4-CD box set)  |        |
| 2009 | Teen Trot: Live At Ellsworth, WI, August 22, 1965 | Sundazed |                 |        |

### シングル
| 年   | シングル          | 最高位 | 最高位 | 収録アルバム    |
| 年   | シングル          | US     | UK     | 収録アルバム    |
| ---- | ----------------- | ------ | ------ | --------------- |
| 1963 | "Surfin' Bird"    | 4      | -      | Surfin' Bird    |
| 1964 | "Bird Dance Beat" | 30     | -      | Bird Dance Beat |

Other singles included:
- "Bad News"/On The Move" 1964
- "Peppermint Man"/"New Generation" 1964
- "Whoa Dad"/"Walking My Baby" 1964
- "Dancing With Santa"/"Real Live Doll" 1964
- "Hanging On Me"/"Same Lines" 1965
- "Bird '65"/"Ubangi Stomp 1965
- "Keep Your Hands Off My Baby"/"Lost Angel" 1965
- "Green, Green Backs Back Home"/"Address Enclosed" 1967